# توكوغاوا هيديتادا
توكوغاوا هيديتادا (باليابانية: 徳川 秀忠) عاش في الفترة بين (2 مايو 1579 - 14 مارس 1632) هو ثاني شوغون في شوغونية توكوغاوا والذي حكم في الفترة بين 1605 حتى 1623. هيديتادا هو ثالث أبناء توكوغاوا إياسو مؤسس شوغونية توكوغاوا.